# Нильсен, Биргер
Биргер Эрлинг Нильсен (норв. Birger Erling Nilsen, 10 октября 1896 — 19 октября 1968) — норвежский борец, призёр чемпионата мира.

## Биография
Родился в 1896 году в Осло. В 1922 году стал бронзовым призёром чемпионата мира по греко-римской борьбе. В 1928 году принял участие в Олимпийских играх в Амстердаме, где занял 4-е место в соревнованиях по вольной борьбе.